# Liesbet Van Breedam
Liesbet Van Breedam (Willebroek, 27 de janeiro de 1979) é ex-voleibolista indoor e jogadora de vôlei de praia belga, que no vôlei de praia foi semifinalista no Campeonato Europeu de 2009, na Rússia.

## Carreira
Na temporada de 1998-99 atuava pelo Asterix Kieldrecht, disputou a Copa CEV, fase de grupos, competiu no Grupo B, sagrando-se vice-campeã da Supercopa Belga e também da Liga A Belga, também foi campeã da Copa da Bélgica, na temporada 1999-00 permanece no mesmo clube. disputou a Copa CEV, fase de grupos, competiu no Grupo B foi vice-campeã da Supercopa Belga, semifinalista na Copa da Bélgica e campeã da Liga A Belga.
Representando o time do Asterix Kieldrecht no período de 2000-01, conquistou o título inédito da Copa CEV cuja fase final deu-se em Viena, além dos títulos da Supercopa, da Copa da Bélgica e da Liga A Belga.
Na temporada 2002-03 transfere-se para o Eburon Tongeren sendo vice-campeã da Supercopa , campeã da Copa da Bélgica  e da Liga A Belga, além de conquistar o terceiro lugar na Copa CEV cuja fase final deu-se em Berna, época que jogou na mesma equipe ao lado de Liesbeth Mouha.
Na temporada 2000-01 foi convocada para seleção belga e disputou o Campeonato Europeu de 2001, nas cidades de Sófia e Varna e terminando na vigésima posição, retornando a seleção na temporada 2002-03 para disputar o Campeonato Europeu de 2003 em Ancara e alcançou o décimo quarto lugar.
Em 2001, competindo no vôlei de praia, estreou no circuito mundial ao lado de Kristien Van Lierop no Aberto de Gran Canaria,e obteve o sétimo lugar no Aberto de Espinho.Na temporada de 2002 foram vice-campeãs dos Abertos de Gstaad, Stavanger e Rodes e terminaram em quinto nos Abertos de Osaka e Mallorca.Na temporada de 2003 formou dupla com Liesbet Vindevoghel alcançando bronze no Grand Slam de Berlim e o vice-campeonato no Aberto de Stavanger, depois, com Tetyana Zhmakova finalizou na quinta posição nos Abertos de Osaka e Lianyungang.
Retornou ao time do Asterix Kieldrecht no período de 2004-05, disputou a Taça Challenege e a Copa CEV, vice-campeã da Supercopa e da Copa da Bélgica, além do terceiro posto na Liga A Belga.Na temporada 2005-06 atuou pelo time francês do Albi Volley-Ball USSPA e na 2006-07 foi repatriada pelo VDK Gent Dames.
Em 2006, trocou de parceria, e com Liesbeth Mouha obtiveram o título da etapa Challenge do Chipre e terminaram em  sétimo na etapa Satélite de Vaduz, juntas iniciaram no circuito mundial no Aberto de Marselha, conquistando o terceiro posto, e terminaram no décimo terceiro lugar no Campeonato Europeu de Haia. 
Na temporada de 2007, esteve com Liesbeth Mouha, e finalizaram em quarto lugar nas etapas de Sankt Pölten e Hamburgo pelo circuito europeu, além de terminaram no trigésimo terceiro posto no Campeonato Mundial de Gstaad, e em décimo sétimo lugar no Campeonato Europeu em Valência, já pelo circuito mundial conquistaram o sétimo lugar no Aberto de Kristiansand.
Atuando ao lado de Liesbeth Mouha em 2008, obtiveram o quarto lugar na etapa de Gran Canaria do correspondente circuito europeu, obtiveram o  quinto lugar no Campeonato Europeu em Hamburgo, qualificaram-se para a Olimpíada de Pequim de 2008, sendo a primeira dupla belga a participar de toda história do evento até então e nesta competição obtiveram a nona colocação, mesmo resultado obtido em seis eventos do circuito mundial e tiveram o sétimo lugar no Aberto de Marselha como melhor resultado.
Na temporade de 2009 do Circuito Europeu, estiveram juntas novamente e sagraram-se campeãs da etapa de Blackpool e o bronze em Berlim pelo circuito europeu, e novamente competiram no Campeonato Europeu de 2009 em Sochi, ocasião que finalizaram em quarto lugar; terminaram em nono no Campeonato Mundial de Stavanger, o mesmo se repetindo nos Abertos de Seul, Osaka, Aland e Sanya e no Grand Slam de Marselha. 
Na temporada de 2010, nas primeira competições esteve com Liesbeth Mouha no circuito mundial e como melhor desempenho juntas, se tornaram tetracampeãs nacionais, desde a temporada de 2006; também tiveram o sétimo lugar nos Aberto de Kristiansand e Haia, e posterior a este evento desfizaram a dupla também pelo anúncio de sua gravidez e ficou inativa em 2011.
Retornou em 2012 com Stéphanie Van Bree alcançando vigésimo quarto lugar no Masters de Baden, pelo circuito europeu, e também estiveram juntas na edição do correspondente Campeonato Europeu de Scheveningen (Holanda), terminaram na vigésima quinta posição. Passou a ser treinadora de vôlei de praia em 2011 e 2012, co-fundadora da Top Beachvolleybal Academie, treinou de 2013 a 20918 o Volmar Ekeren.

## Títulos e resultados
- Aberto de Stavanger do Circuito Mundial de Vôlei de Praia de 2003
- Aberto de Rodes do Circuito Mundial de Vôlei de Praia de 2002
- Aberto de Stavanger do Circuito Mundial de Vôlei de Praia de 2002
- Aberto de Gstaad do Circuito Mundial de Vôlei de Praia de 2002
- Aberto de Marselha do Circuito Mundial de Vôlei de Praia de 2006
- Grand Slam de Gstaad do Circuito Mundial de Vôlei de Praia de 2003
- Gramd Slam de Gstaad do Circuito Mundial de Vôlei de Praia de 2012
- Campeonato Europeu de Vôlei de Praia:2009
- Campeonato Belga de Vôlei de Praia:2006,2007,2008 e 2009
- Campeonato Belga (Indoor):1999-00, 2000-01,2002-03
- Campeonato Belga (Indoor):1998-99
- Campeonato Belga (Indoor):2004-05
- Copa da Bélgica (Indoor):1998-99,2000-01, 2002-03
- Copa da Bélgica (Indoor):2004-05
- Supercopa Belga (Indoor):2000-01
- Supercopa Belga (Indoor):1998-99, 1999-00,2002-03, 2004-05